# Новое (Очаковский район)
Новое (укр. Нове) бывший хутор Волчий — село в Очаковском районе Николаевской области Украины. Расположено на берегу реки Янчекрак.
Население по переписи 2001 года составляло 109 человек. Почтовый индекс — 57520. Телефонный код — 5154. Занимает площадь 0,378 км².

## Местный совет
57520, Николаевская обл., Очаковский р-н, с. Каменка, ул. Очаковская, 36/1